# 上海金山松隐山庄
上海金山松隐山庄（简称松隐山庄）是中華人民共和國上海市金山区松隐镇松金公路5636号的一座公墓，占地380亩，批准的经营时间为1993年，属于上海市一级公墓。